# David Bakeš
David Bakeš (* 2. srpna 1982 Praha) je bývalý český snowboardista, který závodil ve snowboardcrossu v letech 2004–2016.
Startoval na Zimních olympijských hrách 2010, kde se umístil na 32. místě, a na ZOH 2014, kde osadil 25. příčku. Pravidelně se účastnil světových šampionátů, jeho nejlepším umístěním je 29. místo z MS 2011. V závodech Světového poháru se dvakrát umístil v první desítce, v americkém Telluride byl v roce 2009 čtvrtý, v jihokorejském Sungwu (2008) osmý.